# 김종천 (1972년)
김종천(金鍾天, 1972년 12월 22일 (음력 11월 17일) ~ )은 대한민국의 변호사, 정치인이다. 제13대 경기도 과천시장을 역임했다.

## 학력
- 청계초등학교 졸업
- 과천중학교 졸업
- 1988 ~ 1991 과천고등학교 졸업
- 1991 ~ 2000 서울대학교 조선해양공학 학사

## 경력
- 1998 제40회 사법고시 합격(사법연수원 30기 수료)
- 2001.01 ~ 2002.06 서정 법무법인 변호사
- 2002.07 ~ : 법무법인 태웅 변리사, 변호사
- 2003.08 ~ 2011.09 한국저작권위원회 감정전문위원
- 2006.09 ~ 2007.08 방송통신심의위원회 심의위원
- 서울중앙지방법원 조정위원
- 과천시선거관리위원회 선거관리위원
- 2018.07 ~ 2022.06: 제13대 민선 7기 경기도 과천시장(초선)

## 전과
- 도로교통법위반(음주운전): 벌금 1,000,000원 - 2009년 2월 13일 선고[3]

## 역대 선거 결과
|  | 29.01% |

|  | 50.35% |

|  | 43.63% |